# Stadio Marcello Torre
Lo stadio comunale "Marcello Torre" è il maggiore impianto sportivo di Pagani ed ospita le partite casalinghe della Paganese Calcio 1926.

## Storia
Il "Marcello Torre" è stato costruito e inaugurato nel 1975.
Inizialmente l'impianto era dotato di due soli settori: la tribuna e i distinti, successivamente fu costruita la curva sud, a destra della tribuna, con una capienza di 1000 posti, ma un po' per la scarsa visuale da quel settore (era sì lungo ma basso) un po' perché fu usata più di una volta per accogliere i tifosi ospiti, non fu mai sfruttata più di tanto dall'ala "calda" del tifo paganese (tranne che per una breve parentesi negli anni novanta) che preferì sistemarsi nel più comodo e capiente settore distinti (2500 posti). Tutti e tre i settori sono stati costruiti in cemento.
Col passare degli anni lo stadio ha subito numerose modifiche: è stato dotato di una pista di atletica e di un impianto di illuminazione, il settore distinti è stato interamente coperto ed è stato creato un settore ospiti in tubolari di ferro di 500 posti, tale settore è adiacente alla curva sud a cui, per la realizzazione appunto del settore ospiti, è stata ridotta la capienza. È stato creato inoltre nel 2007 un altro settore: la curva nord, anch'essa in tubolari di ferro e con una capienza di 1200 posti; questo settore però nel novembre del 2008 a causa del maltempo in parte è crollato ma prontamente ristabilito e riaperto nel febbraio 2009.
Il fiore all'occhiello dello stadio è l'accogliente ed attrezzata tribuna stampa, completamente rifatta, con 20 posti a sedere, 6 postazioni TV/radio e connessione internet WIFI.

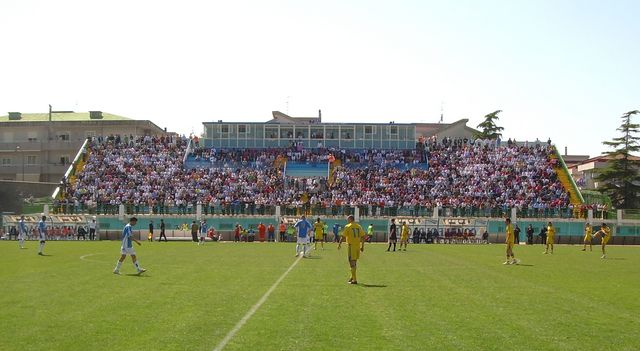
Stadio Marcello Torre mentre si svolge una partita

Attualmente lo stadio ha una capienza ufficiale di 5.093 posti (a sedere) ma in tantissime occasioni tale cifra è stata ampiamente superata.
Lo stadio comunale di Pagani fu intitolato (in seguito al suo assassinio da parte della camorra) a Marcello Torre, avvocato e uomo politico, celebre presidente della Paganese (nella seconda metà degli anni settanta) e successivamente sindaco della città di Pagani (nel 1980, anno della sua morte per mano della Camorra per ordine di Raffaele Cutolo).
Lo stadio è stata la sede di alcuni incontri di calcio della XXX Universiade. Infatti allo Stadio Marcello Torre si sono svolti gli incontri delle nazionali maschili tra Brasile-Francia ed Ucraina-Messico e gli incontri di calcio tra le nazionali femminili di Cina-Russia, Corea del Nord-Canada ed Irlanda-Cina e soprattutto la finale di calcio femminile per il 7º posto tra le nazionali di Italia e Canada che ha visto il successo azzurro con il risultato finale di 5-2.